# Сычёв, Игорь Ефимович
Игорь Ефимович Сычёв (19 февраля 1913 — 27 января 2003) — советский художник-карикатурист, график, танцор балета и варьете, активный участник культурной жизни русского Китая. Один из передовых художников журнала «Крокодил». Относится к среднему поколению карикатуристов «Крокодила».Член Союза художников СССР. 

## Биография
Игорь Сычёв родился в семье сотника Амурского казачьего войска Ефима Георгиевича Сычёва, впоследствии дослужившегося до звания генерал-лейтенанта. После Первой мировой войны семья Игоря Сычёва эмигрировала в Маньчжурию. Игорь Ефимович стал активным участником культурной жизни Харбина и Шанхая. Танцевал в варьете и балете, гастролировал в составе различных трупп. В 1945 году иммигрировал в СССР. Даже после отъезда в СССР творчество Сычёва ценилось в Китае. В журнале «Эпоха» в 1947 году о нём написали:
«Даже после отъезда Игоса на Родину, Шанхай долго будет помнить советского талантливого карикатуриста, рисунки которого на страницах советских газет и журналов метко передавали квинт-эссенцию текущего политического момента»
Учился на архитектора, но на последнем курсе бросил учёбу. Работал в ТАСС. Практически сразу стал сотрудничать с журналом «Крокодил», отдав изданию более 40 лет жизни. Скончался в Москве в 2003 году.

## Творчество
Ранние работы Игоря Сычёва были на политические темы. Художник остро реагировал на войну СССР с Германией, агрессию со стороны Японии. Цикл его политических работ охватывал начало Холодной войны.
К началу 1960-х Сычёв выработал свой стиль, высмеивая взяточников и бюрократов, пьянство, неэффективное расходование бюджета. Политика не была важной для Сычёва темой, главным направлением был советский быт. Выполнил большое количество работ на антирелигиозную тему.
Активно сотрудничал с издательством «Плакат».
Оформлял детские книги: В. Митина «Питон, который задушил льва» и Д. Золотова «Лютики-цветочки».

## Издания и выставки
В 1962 году вышла брошюра Бориса Привалова «Разговор с непойманным вором» с рисунками Игоря Сычёва.
В 1967 году вышел сборник работ Игоря Сычёва из серии «Мастера советской карикатуры»
Карикатуры художника можно найти в журналах «Крокодил», «Огонёк», «Весёлые картинки», «Смена», «Здоровье», «Физкультура и спорт».
В 2018 году в ЦДХ в Москве в рамках Антикварного салона и выставки «Старая бумага» прошла экспозиция более чем 60 работ Игоря Сычёва, охватывающий период с середины 1940-х по начало 1990-х годов.